# پیرلوئیجی بریویو
پیرلوئیجی بریویو (انگلیسی: Pierluigi Brivio؛ زادهٔ ۲۱ مهٔ ۱۹۶۹) بازیکن فوتبال اهل ایتالیا است.
از باشگاه‌هایی که در آن بازی کرده‌است می‌توان به باشگاه فوتبال ونتزیا، باشگاه فوتبال مونتسا، باشگاه فوتبال دلفینو پسکارا، باشگاه فوتبال آتالانتا، باشگاه فوتبال جنوآ، باشگاه فوتبال ویچنزا، باشگاه فوتبال ناپولی، و باشگاه فوتبال یو. اس. پرگولیتزه اشاره کرد.